# 2017–2018-as Formula–E bajnokság

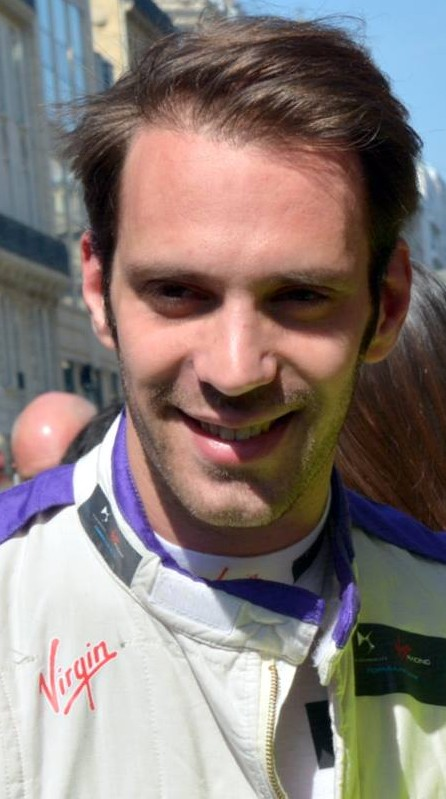
Jean-Éric Vergne a szezon végén első világbajnoki címét szerezte a szériában.

A 2017-2018. évi Formula–E bajnokság volt a negyedik szezonja az elektromos formulaautós szériának. 2017. december 1-jén vette kezdetét Hongkongban, a szezonzáróra pedig New York városában került sor, 2018. július 15-én. 12 versenyből állt a szezon.
Ez volt a Spark-Renault SRT_01E csapatának az utolsó éve a sorozatban, a francia csapat a versenysorozat alapítói közé tartozott, de a 2018–2019-es szezontól már nem álltak rajthoz. A bajnoki címvédő a brazil Lucas di Grassi volt, de ebben az évben Jean-Éric Vergne szerezte meg a trófeát 198 pontot gyűjtve, di Grassit és Sam Birdöt megelőzve. A konstruktőrök bajnokságát az Audi Sport ABT Schaeffler nyerte.

## Szabályváltozások
A nagy változásokat hozó ötödik szezon előtt, a negyedik idényben csak minimális mértékben változtak a szabályok. 
A 2017/2018-as szezontól kezdve a versenyek folyamán az eddigi 170 helyett 180 kW-nyi energia használatára volt lehetősége a versenyzőknek. Ezáltal lehetséges lett a hosszabb versenyek lebonyolítása, vagy az, hogy az autók még nagyobb tempóra legyenek képesek.
A Formula–E vezetősége azt a döntést hozta meg továbbá, hogy megnöveli a tesztlehetőségek számát azzal, hogy beiktat két szezonközi tesztnapot. Emellett a csapatok felhasználhatnak hat úgymond filmes napot. A hatból hármat pedig városi helyszínen kell lebonyolítani annak érdekében, hogy a széria új nézőkre tehessen szert.
A szabályalkotók a versenyhétvégék menetébe is belenyúltak, ugyanis azokon a víkendeken, amikor két futamot rendeznek, az eddigi dupla futamos hétvégékhez képest eggyel kevesebb szabadedzés áll a csapatok rendelkezésére.

## Csapatok és versenyzők
A negyedik szezon rajtrácsán összesen 10 csapatot és 9 gyártót láthattunk. Az egyetlen komolyabb változás az ABT-nál történt, ugyanis az az Audi gyári csapatává vált.
| Csapat                         | Gyártó         | Motorszállító       | Rajtszám | Versenyzők             | Fordulók  |
| ------------------------------ | -------------- | ------------------- | -------- | ---------------------- | --------- |
| Audi Sport ABT Schaeffler      | Spark-Audi     | Audi e-tron FE04    | 1        | Lucas di Grassi        | Összes    |
| Audi Sport ABT Schaeffler      | Spark-Audi     | Audi e-tron FE04    | 66       | Daniel Abt             | Összes    |
| DS Virgin Racing               | Spark-Citroën  | DS Virgin DSV-03    | 2        | Sam Bird               | Összes    |
| DS Virgin Racing               | Spark-Citroën  | DS Virgin DSV-03    | 36       | Alex Lynn              | Összes    |
| Panasonic Jaguar Racing        | Spark-Jaguar   | Jaguar I-Type 2     | 3        | Nelson Piquet Jr.      | Összes    |
| Panasonic Jaguar Racing        | Spark-Jaguar   | Jaguar I-Type 2     | 20       | Mitch Evans            | Összes    |
| Venturi Formula E Team         | Spark-Venturi  | Venturi VM200-FE-03 | 4        | Edoardo Mortara        | 1-8, 10   |
| Venturi Formula E Team         | Spark-Venturi  | Venturi VM200-FE-03 | 4        | Tom Dillmann           | 9, 11-12  |
| Venturi Formula E Team         | Spark-Venturi  | Venturi VM200-FE-03 | 5        | Maro Engel             | Összes    |
| Faraday Future Dragon Racing   | Spark-Penske   | Penske EV-2         | 6        | Neel Jani              | 1-2       |
| Faraday Future Dragon Racing   | Spark-Penske   | Penske EV-2         | 6        | José María López       | 3-12      |
| Faraday Future Dragon Racing   | Spark-Penske   | Penske EV-2         | 7        | Jérôme d’Ambrosio      | Összes    |
| Renault e.dams                 | Spark-Renault  | Renault Z.E. 17     | 8        | Nicolas Prost          | Összes    |
| Renault e.dams                 | Spark-Renault  | Renault Z.E. 17     | 9        | Sebastien Buemi        | Összes    |
| NIO Formula E Team             | Spark-NIO      | NextEV NIO 003      | 16       | Oliver Turvey          | 1-11      |
| NIO Formula E Team             | Spark-NIO      | NextEV NIO 003      | 16       | Ma Csing-hua           | 12        |
| NIO Formula E Team             | Spark-NIO      | NextEV NIO 003      | 68       | Luca Filippi           | 1-7, 9-12 |
| NIO Formula E Team             | Spark-NIO      | NextEV NIO 003      | 68       | Ma Csing-hua           | 8         |
| Techeetah                      | Spark-Renault  | Renault Z.E. 17     | 18       | André Lotterer         | Összes    |
| Techeetah                      | Spark-Renault  | Renault Z.E. 17     | 25       | Jean-Éric Vergne       | Összes    |
| Mahindra Racing Formula E Team | Spark-Mahindra | Mahindra M4ELECTRO  | 19       | Felix Rosenqvist       | Összes    |
| Mahindra Racing Formula E Team | Spark-Mahindra | Mahindra M4ELECTRO  | 23       | Nick Heidfeld          | Összes    |
| MS Amlin Andretti              | Spark-Andretti | ATEC-02             | 27       | Kobajasi Kamui         | 1-2       |
| MS Amlin Andretti              | Spark-Andretti | ATEC-02             | 27       | Tom Blomqvist          | 3-8       |
| MS Amlin Andretti              | Spark-Andretti | ATEC-02             | 27       | Stéphane Sarrazin      | 9-12      |
| MS Amlin Andretti              | Spark-Andretti | ATEC-02             | 28       | António Félix da Costa | Összes    |

### Átigazolások

#### Csapatváltások
- Nelson Piquet Jr.; NextEV NIO pilóta → Panasonic Jaguar Racing pilóta[8]

#### Újonc pilóták
- Neel Jani; WEC, Porsche LMP1 pilóta → Faraday Future Dragon Racing pilóta[10]
- André Lotterer; WEC, Porsche LMP1 pilóta → Techeetah pilóta
- Luca Filippi; Blancpain GT Series Endurance Cup, Orange 1 Team Lazarus pilóta → NextEV NIO pilóta
- Edoardo Mortara; DTM, Mercedes-AMG Motorsport BWT pilóta → Venturi Formula E Team pilóta
- Kobajasi Kamui; WEC, Toyota LMP1 pilóta → MS Amlin Andretti pilóta
- Tom Blomqvist; DTM, BMW Team RBM pilóta → MS Amlin Andretti pilóta

#### Új csapatok
- Audi Sport ABT Schaeffler (az ABT Schaeffler Audi Sport csapat gyárivá alakulásával)

## Versenynaptár
A Nemzetközi Automobil Szövetség 2017 júniusában jóváhagyta a 2017/2018-as szezonra érvényes versenynaptárat. Svájc határain belül 63 év szünet után a Formula–E lesz az első, amely versenyt tart. A tilalmat egy 2015-ös törvénymódosítás oldotta fel, amely már a Formula–E érkezését készítette elő. Ez csak a teljesen elektromos versenyzésre vonatkozik, más bajnokságok számára így továbbra is tiltott terep marad az ország.
| #  | ePrix                        | Ország                    | Pálya                                             | Dátum             |
| -- | ---------------------------- | ------------------------- | ------------------------------------------------- | ----------------- |
| 1  | Hongkongi ePrix, 1. verseny  | Hongkong                  | Hong Kong Central Harbourfront Circuit            | 2017. december 1. |
| 2  | Hongkongi ePrix, 2. verseny  | Hongkong                  | Hong Kong Central Harbourfront Circuit            | 2017. december 2. |
| 3  | Marokkói ePrix               | Marokkó                   | Circuit International Automobile Moulay El Hassan | 2018. január 13.  |
| 4  | Santiago ePrix               | Chile                     | Parque Forestal                                   | 2018. február 3.  |
| 5  | Mexikóvárosi ePrix           | Mexikó                    | Autódromo Hermanos Rodríguez                      | 2018. március 3.  |
| 6  | Punta del Este ePrix         | Uruguay                   | Punta del Este Street Circuit                     | 2018. március 17. |
| 7  | Római ePrix                  | Olaszország               | Circuto Cittadino dell’EUR                        | 2018. április 14. |
| 8  | Párizsi ePrix                | Franciaország             | Paris Street Circuit                              | 2018. április 28. |
| 9  | Berlin ePrix                 | Németország               | Tempelhof Airport Street Circuit                  | 2018. május 19.   |
| 10 | Zürich ePrix                 | Svájc                     | Zürich Street Circuit                             | 2018. június 10.  |
| 11 | New York-i ePrix, 1. verseny | Amerikai Egyesült Államok | Brooklyn Street Circuit                           | 2018. július 14.  |
| 12 | New York-i ePrix, 2. verseny | Amerikai Egyesült Államok | Brooklyn Street Circuit                           | 2018. július 15.  |

## Összefoglaló
| #  | Helyszín       | Pole-pozíció     | Leggyorsabb kör      | Győztes pilóta      | Győztes konstruktőr       | Listavezető      | Előny |
| -- | -------------- | ---------------- | -------------------- | ------------------- | ------------------------- | ---------------- | ----- |
| 1  | Hongkong       | Jean-Éric Vergne | Jérôme d’Ambrosio[a] | Sam Bird            | DS Virgin Racing          | Sam Bird         | 4     |
| 2  | Hongkong       | Felix Rosenqvist | Lucas di Grassi[b]   | Felix Rosenqvist[c] | Mahindra Racing           | Sam Bird         | 2     |
| 3  | Marrákes       | Sébastien Buemi  | Nelson Piquet Jr.    | Felix Rosenqvist    | Mahindra Racing           | Felix Rosenqvist | 4     |
| 4  | Santiago       | Jean-Éric Vergne | Sam Bird             | Jean-Éric Vergne    | Techeetah                 | Jean-Éric Vergne | 5     |
| 5  | Mexikóváros    | Felix Rosenqvist | Lucas di Grassi      | Daniel Abt          | Audi Sport Abt Schaeffler | Jean-Éric Vergne | 12    |
| 6  | Punta del Este | Jean-Éric Vergne | José María López     | Jean-Éric Vergne    | Techeetah                 | Jean-Éric Vergne | 30    |
| 7  | Róma           | Felix Rosenqvist | Daniel Abt           | Sam Bird            | DS Virgin Racing          | Jean-Éric Vergne | 18    |
| 8  | Párizs         | Jean-Éric Vergne | Lucas di Grassi      | Jean-Éric Vergne    | Techeetah                 | Jean-Éric Vergne | 31    |
| 9  | Berlin         | Daniel Abt       | Daniel Abt           | Daniel Abt          | Audi Sport Abt Schaeffler | Jean-Éric Vergne | 40    |
| 10 | Zürich         | Mitch Evans      | André Lotterer       | Lucas di Grassi     | Audi Sport Abt Schaeffler | Jean-Éric Vergne | 23    |
| 11 | New York City  | Sébastien Buemi  | Felix Rosenqvist[d]  | Lucas di Grassi     | Audi Sport Abt Schaeffler | Jean-Éric Vergne | 29    |
| 12 | New York City  | Sébastien Buemi  | Daniel Abt           | Jean-Éric Vergne    | Techeetah                 | Jean-Éric Vergne | 54    |

Megjegyzések:
- ↑ a:  -  d’Ambrosio érte el a leggyorsabb kört, azonban a legjobb tízen kívül zárt, így a bónuszpontot Abt kapta meg.
- ↑ b:  -  di Grassi érte el a leggyorsabb kört, azonban a legjobb tízen kívül zárt, így a bónuszpontot Rosenqvist kapta meg.
- ↑ c:  - Abt nyerte meg a versenyt eredetileg, de egy technikai szabálytalanság miatt kizárták a versenyből.
- ↑ d:  - Rosenqvist érte el a leggyorsabb kört, azonban a legjobb tízen kívül zárt, így a bónuszpontot Abt kapta meg.

## A bajnokság végeredménye

### Pontozás
| Helyezés | 1. | 2. | 3. | 4. | 5. | 6. | 7. | 8. | 9. | 10. | Pole | LK |
| Pont     | 25 | 18 | 15 | 12 | 10 | 8  | 6  | 4  | 2  | 1   | 3    | 1  |

### Versenyzők
| Helyezés | Versenyző              | HKG | HKG  | MAR | CHI | MEX | URU | ITA | PAR | BER | SUI | NYC | NYC | Pont |
| -------- | ---------------------- | --- | ---- | --- | --- | --- | --- | --- | --- | --- | --- | --- | --- | ---- |
| 1        | Jean-Éric Vergne       | 2   | 4    | 5   | 1   | 5   | 1   | 5   | 1   | 3   | 10  | 5*  | 1   | 198  |
| 2        | Lucas di Grassi        | 17  | 14   | Ki  | Ki* | 9*  | 2   | 2*  | 2*  | 2   | 1*  | 1   | 2   | 144  |
| 3        | Sam Bird               | 1   | 5    | 3   | 5   | 17  | 3   | 1   | 3   | 7   | 2   | 9   | 10  | 143  |
| 4        | Sébastien Buemi        | 11  | 10   | 2*  | 3*  | 3*  | Ki  | 6   | 5*  | 4*  | 5*  | 3*  | 4*  | 125  |
| 5        | Daniel Abt             | 5*  | Kiz* | 10* | Ki  | 1   | 14  | 4*  | 7*  | 1*  | 13* | 2*  | 3*  | 120  |
| 6        | Felix Rosenqvist       | 14  | 1    | 1   | 4   | Ki* | 5   | Ki  | 8   | 11* | 15  | 14  | 5   | 96   |
| 7        | Mitch Evans            | 12  | 3    | 11  | 7   | 6   | 4   | 9   | 15  | 6   | 7   | Ki  | 6   | 68   |
| 8        | André Lotterer         | Kiz | 13   | Hn  | 2   | 13  | 12  | 3   | 6   | 9   | 4   | 7   | 9   | 64   |
| 9        | Nelson Piquet, Jr.     | 4   | 12   | 4   | 6   | 4   | Ki  | Ki  | Ki  | 12  | Ki  | Ki  | 7   | 51   |
| 10       | Oliver Turvey          | 16  | 6    | Ki  | 14  | 2   | 7   | 12  | 9   | 5   | 9   | Ni  |     | 46   |
| 11       | Nick Heidfeld          | 3   | 16   | 7   | Ki  | Ki  | Ki  | 16  | 11  | 10  | 6   | 6   | 8   | 42   |
| 12       | Maro Engel             | 13  | 7    | 12  | Ki  | 16  | 10  | 8   | 4   | 8   | 11  | 8   | Ki  | 31   |
| 13       | Edoardo Mortara        | 7   | 2    | 17† | 13  | 8   | 17  | 10  | 13  |     | Ki  |     |     | 29   |
| 14       | Jérôme d’Ambrosio      | Hn  | 15   | 15  | 8   | 11  | 9   | 7   | 12  | 19  | 3   | 13  | Ki  | 27   |
| 15       | António Félix da Costa | 6   | 11   | 14  | 9   | 7   | 11  | 11  | Ki  | 15  | 8   | 11  | 15  | 20   |
| 16       | Alex Lynn              | 8   | 9    | 9   | Ki  | 10  | 6   | Ki  | 14  | 16  | 16  | Ki  | 14  | 17   |
| 17       | José María López       |     |      | 6   | Ki* | 12  | 8   | 17† | 10  | 18  | 12  | Ki  | Ki  | 14   |
| 18       | Tom Dillmann           |     |      |     |     |     |     |     |     | 13  |     | 4   | Ki  | 12   |
| 19       | Nicolas Prost          | 9   | 8    | 13  | 10  | Ki  | 15  | 14  | 16  | 14  | Ki  | 10  | 11  | 8    |
| 20       | Tom Blomqvist          |     |      | 8   | 11  | 15  | 16  | 15  | Ki  |     |     |     |     | 4    |
| 21       | Luca Filippi           | 10* | Ki*  | 16  | 12  | 14  | 13  | 13* |     | 17  | Ki  | 15  | Ki  | 1    |
| 22       | Stéphane Sarrazin      |     |      |     |     |     |     |     |     | 20  | 14  | 12  | 12  | 0    |
| 23       | Ma Csing-hua           |     |      |     |     |     |     |     | 17  |     |     |     | 13  | 0    |
| 24       | Kobajasi Kamui         | 15* | 17*  |     |     |     |     |     |     |     |     |     |     | 0    |
| 25       | Neel Jani              | 18  | 18   |     |     |     |     |     |     |     |     |     |     | 0    |
| Helyezés | Versenyző              | HKG | HKG  | MAR | CHI | MEX | URU | ITA | PAR | BER | SUI | NYC | NYC | Pont |

| Szín       | Eredmény                                          |
| ---------- | ------------------------------------------------- |
| Arany      | Győztes                                           |
| Ezüst      | 2. helyezett                                      |
| Bronz      | 3. helyezett                                      |
| Zöld       | Pontot szerzett                                   |
| Kék        | Pont nélkül vagy helyezetlenül ért célba (nc, hn) |
| Lila       | Nem ért célba (ret, ki)                           |
| Piros      | Nem kvalifikálta magát (dnq, nk)                  |
| Piros      | Nem előkvalifikálta magát (dnpq, nek)             |
| Fekete     | Diszkvalifikálták (dsq, kiz)                      |
| Szürke     | Eltiltott, más pilóta versenyzett helyette (et)   |
| Fehér      | Nem indult (dns, ni)                              |
| Világoskék | Pénteki tesztpilóta (td, tp)                      |
| Üres       | Visszalépett (vi)                                 |
| Üres       | Nem gyakorolt (dnp, ne)                           |
| Üres       | Beteg vagy sérült volt (inj, bet, sér, EÜ)        |
| Üres       | Kizárt (ex, kiz)                                  |
| Üres       | Nem érkezett meg (dna, nj)                        |
| Üres       | Törölt futam (T)                                  |

Megjegyzés:
- ‑ Újonc pilóta
- ‑ Visszatérő pilóta

### Csapatok
| Helyezés | Csapat                    | Rajtszám | HKG | HKG | MAR | CHI | MEX | URU | ITA | PAR | BER | SUI | NYC | NYC | Pont |
| -------- | ------------------------- | -------- | --- | --- | --- | --- | --- | --- | --- | --- | --- | --- | --- | --- | ---- |
| 1        | Audi Sport ABT Schaeffler | 1        | 17  | 14  | Ki  | Ki  | 9   | 2   | 2   | 2   | 2   | 1   | 1   | 2   | 264  |
| 1        | Audi Sport ABT Schaeffler | 66       | 5   | Kiz | 10  | Ki  | 1   | 14  | 4   | 7   | 1   | 13  | 2   | 3   | 264  |
| 2        | Techeetah                 | 18       | Kiz | 13  | Hn  | 2   | 13  | 12  | 3   | 6   | 9   | 4   | 7   | 9   | 262  |
| 2        | Techeetah                 | 25       | 2   | 4   | 5   | 1   | 5   | 1   | 5   | 1   | 3   | 10  | 5   | 1   | 262  |
| 3        | DS Virgin Racing          | 2        | 1   | 5   | 3   | 5   | 17  | 3   | 1   | 3   | 7   | 2   | 9   | 10  | 160  |
| 3        | DS Virgin Racing          | 36       | 8   | 9   | 9   | Ki  | 10  | 6   | Ki  | 14  | 16  | 16  | Ki  | 14  | 160  |
| 4        | Mahindra Racing           | 19       | 14  | 1   | 1   | 4   | Ki  | 5   | Ki  | 8   | 11  | 15  | 14  | 5   | 138  |
| 4        | Mahindra Racing           | 23       | 3   | 16  | 7   | Ki  | Ki  | Ki  | 16  | 11  | 10  | 6   | 6   | 8   | 138  |
| 5        | Renault e.dams            | 8        | 9   | 8   | 13  | 10  | Ki  | 15  | 14  | 16  | 14  | Ki  | 10  | 11  | 133  |
| 5        | Renault e.dams            | 9        | 11  | 10  | 2   | 3   | 3   | Ki  | 6   | 5   | 4   | 5   | 3   | 4   | 133  |
| 6        | Panasonic Jaguar Racing   | 3        | 4   | 12  | 4   | 6   | 4   | Ki  | Ki  | Ki  | 12  | Ki  | Ki  | 7   | 119  |
| 6        | Panasonic Jaguar Racing   | 20       | 12  | 3   | 11  | 7   | 6   | 4   | 9   | 15  | 6   | 7   | Ki  | 6   | 119  |
| 7        | Venturi Formula E Team    | 4        | 7   | 2   | 17† | 13  | 8   | 17  | 10  | 13  | 13  | Ki  | 4   | Ki  | 72   |
| 7        | Venturi Formula E Team    | 5        | 13  | 7   | 12  | Ki  | 16  | 10  | 8   | 4   | 8   | 11  | 8   | Ki  | 72   |
| 8        | NIO Formula E Team        | 16       | 16  | 6   | Ki  | 14  | 2   | 7   | 12  | 9   | 5   | 9   | Ni  | 13  | 47   |
| 8        | NIO Formula E Team        | 68       | 10  | Ki  | 16  | 12  | 14  | 13  | 13  | 17  | 17  | Ki  | 15  | Ki  | 47   |
| 9        | Dragon Racing             | 6        | 18  | 18  | 6   | Ki  | 12  | 8   | 17† | 10  | 18  | 12  | Ki  | Ki  | 41   |
| 9        | Dragon Racing             | 7        | Hn  | 15  | 15  | 8   | 11  | 9   | 7   | 12  | 19  | 3   | 13  | Ki  | 41   |
| 10       | MS&AD Andretti Formula E  | 27       | 15  | 17  | 8   | 11  | 15  | 16  | 15  | Ki  | 20  | 14  | 12  | 12  | 24   |
| 10       | MS&AD Andretti Formula E  | 28       | 6   | 11  | 14  | 9   | 7   | 11  | 11  | Ki  | 15  | 8   | 11  | 15  | 24   |
| Helyezés | Csapat                    | Rajtszám | HKG | HKG | MAR | CHI | MEX | URU | ITA | PAR | BER | SUI | NYC | NYC | Pont |

## Külső hivatkozások
- Hivatalos honlap